# ジャバ (帆走フリゲート)
|          |                           |
| 艦歴     |                           |
| 発注     |                           |
| 起工     | 1805年（フランス海軍）    |
| 進水     | 1808年                    |
| 就役     | 1811年5月（イギリス海軍） |
| 退役     |                           |
| その後   | 1813年1月1日に炎上        |
| 除籍     |                           |
| 性能諸元 |                           |
| 排水量   | 1,083英トン（1,100トン）  |
| 全長     |                           |
| 全幅     |                           |
| 吃水     |                           |
| 機関     |                           |
| 最大速   |                           |
| 乗員     |                           |
| 兵装     |                           |

ジャバ (HMS Java) は、19世紀イギリス海軍の帆走フリゲート。38門艦（ただし実際には47門搭載）。フランスにおいてフリゲート「ルノメ（Renommée）」として建造されたが1811年にマダガスカル島付近でイギリス海軍によって捕獲され、イギリス軍艦「ジャバ」となった。米英戦争（1812年-1815年）中の1812年12月29日、ブラジル沖でアメリカ海軍の44門フリゲート、コンスティチューション (USS Constitution) と交戦して敗れた。
「ジャバ」は新造のフリゲートであり、補給も兵員も十分で、良く操船され、良く戦った。交戦のときは、ボンベイの総督に任命されたサー・トーマス・ヒスリップ陸軍中将とそのスタッフをポーツマスから任地まで送り届ける途中で、彼らの膨大な荷物とともに海軍軍需品も運んでいた。そして、別の艦の兵員や、移動中の別の艦長も乗組んでいた。3時間の戦いで「ジャバ」は「コンスティチューション」がその数ヶ月前に破ったイギリス軍艦（フリゲート）「ゲリエール」より手ごわい敵であることを示したが、結局降伏した。「ジャバ」は修理不能と判断されて焼却処分となった。

## 戦闘の経緯
コンスティチューションは午前8時、大西洋上ブラジル沖で2つの帆を視認した。一方は陸に向かい、一方は沖に向かってきた。それがジャバだった。コンスティチューションとジャバは、それぞれ秘密信号を掲げ、正しい応答が返らないことにより味方でないことを確認した。コンスティチューションは11時30分、中立国ポルトガルの領海から離脱し、ジャバはそれを追った。ジャバのハリー・ランバート艦長は、戦闘経験の豊富な、熟練した士官だったが、ジャバはポーツマスを出航したときから定員をはるかに上回る兵員を載せており、かつその多くはボートを漕ぐのがやっとの陸上生活者だった。しかも悪いことに彼らは砲術訓練を1回、それも空包によるものしか実施できていなかった。一方コンスティチューションは熟練した兵員の乗組んだ44門装備の重フリゲートであり、しかも実際には24門の24ポンド長砲と30門の32ポンドカロネード砲の計54門を装備し、さらに2門の18ポンド追撃砲まで積んでいた。ジャバは、乗組員と火力のいずれも凌駕された不利な状況で戦いに突入した。
ジャバはコンスティチューションより快速であり、総帆を張ってコンスティチューションを追撃した。フランス製であることもあってジャバはフリゲートとしては軽く高速で、扱いやすい艦だった。ジャバはコンスティチューションの風上を取り、それを利して敵艦を掃射しようとした。ウィリアム・ベインブリッジ艦長はこれに対し、こうした場合の標準である縮帆（マストにかかる風圧を減らすことにより、砲撃によるマスト喪失の可能性を減らす効果がある）を行わず、そのまま航行を続けた。午後2時には両艦とも南東に向かって進んでいた。戦闘は双方の艦から開始されたが、初めはどちらも効果に乏しかった。
コンスティチューションのベインブリッジ艦長は並行するコースに艦を乗せると、距離1/2マイルで砲撃を開始した。この砲撃には効果がなく、ベインブリッジ艦長はさらに危険を侵してジャバに接近せざるを得なかった。ジャバの舷側砲火はコンスティチューションの舵輪を弾き飛ばし、ベインブリッジは両腿に負傷したにもかかわらず、戦いが終るまで立ったままでいなければならなかった。両艦とも砲撃を続け、やがてジャバのマストが右舷に倒れ、大半の砲の発砲を妨害した。コンスティチューションの射撃の正確さと砲弾の重量はそれより小型のジャバに対して圧倒的な優勢を発揮した。1時間のうちにジャバのマストはすべて倒され、ランバート艦長はコンスティチューションのマストトップからの狙撃によって致命傷を負った。副長チャズ海尉が、ジャバに便乗していた一人の艦長の助けを受けて指揮権を引き継いだ。しかし、コンスティチューションが自らの損害を修復して戦闘に戻るまでの短い休止時間の間では、破損したマストを立て直すことは困難だった。コンステュチューションはジャバが反撃できない位置から掃射を加えたので、チャズには降伏するしか選択肢がなかった。捕獲することの意義と、貯蔵物資の価値にもかかわらず、艦を救うチャンスはもはや無く、ジャバは火を掛けられた。

## フィクションへの登場
- 「ジャバ」と「コンスティチューション」の戦闘は、パトリック・オブライアンのオーブリー&マチュリンシリーズ第6巻『ボストン沖、決死の脱出行』（ハヤカワ文庫、"The Fortune of war"）に登場する。主人公のジャック・オーブリーとスティーブン・マチュリンが「ジャバ」（翻訳では「ジャワ」）に乗っている設定である。

## 同名艦
イギリス海軍には同名の軍艦が本艦を含めて3隻ある。
- 初代：32門5等級フリゲート。1800年にアムステルダムで建造されたオランダ軍艦「マリア・レイヤースベルゲン（Maria Reijersbergen）」。1806年10月18日捕獲。翌年3月、インド洋のロドリゲス島沖でブレニムとともに行方不明。嵐のため、全乗組員とともに沈没したものと推定される。
- 2代目：本艦。38門5等級フリゲート。1805年から1809年にかけてフランスのナントで建造された。
- 3代目：52門4等級艦。1815年にプリマスで建造。短命だった初代・2代と異なり、長く軍務に就き、1862年11月にポーツマスで解体された。

アメリカ海軍ではコンスティチューションのジャバに対する勝利を記念して、1815年に完成した44門フリゲートを「ジャバ」と命名した（USS Java）。